# Исландская чёрная кошачья акула
Исландская чёрная кошачья акула Apristurus laurussonii — один из видов рода чёрных кошачьих акул (Apristurus), семейство кошачьих акул (Scyliorhinidae).

## Ареал
Это глубоководный вид, обитающий в северо-западной части Атлантического океана у берегов штата Массачусетс, Делавэр, на севере Мексиканского залива, а также в восточной части Атлантического океана у побережья Исландии, юго-западной Ирландии, на Канарских островах, Мадейре и  Южной Африке, между 67° с.ш. и 11° с.ш. на глубине от 560 до 2060 м.

## Описание
Накайя и Сато в 1999 году разделили род Apristurus на три группы: longicephalus (2 вида), brunneus (20 видов) и spongiceps (10 видов). Apristurus laurussonii принадлежит к группе brunneus, для представителей которой характерны  следующие черты: короткая, широкая морда, от 13 до 22 спиральных кишечных клапанов, верхняя губная борозда значительно длиннее нижней борозды; прерывистый надглазничный сенсорный канал.

## Биология
Максимальный зафиксированный размер 72 см. Самая маленькая пойманная половозрелая самка имела длину 59,2. Рацион состоит из ракообразных, кальмаров и маленьких рыб. Размножается, откладывая яйца, заключенные в твёрдую капсулу. Размер капсулы 6 см в длину и 2,5 в ширину. На переднем конце капсулы имеются две волокнистые нити, на заднем конце также есть два маленьких отростка по углам, оканчивающихся спиралевидными нитями. Вероятно, они служат для прикрепления капсулы ко дну. Поверхность капсулы покрыта короткими тонкими волокнами.

## Взаимодействие с человеком
В Мексиканском заливе и северо-восточной Атлантике попадает в качестве прилова в глубоководные сети. Данных для оценки состояния сохранности вида недостаточно.